# Buena Vista Social Club (filme)
Buena Vista Social Club é um documentário musical de 1999, produzido por Alemanha, Reino Unido, Estados Unidos, Cuba, Brasil, Espanha e França, com roteiro e direção de Wim Wenders.

## Sinopse
Durante muitos anos, artistas cubanos da vanguarda ficaram no ostracismo, muitos deles sem tocar seus instrumentos em público por mais de dez anos.
O produtor musical Ry Cooder, com a expectativa de encontrar esses artistas cubanos e reuni-los para a gravação de um disco, viajou até Havana em 1996. Entre eles destacavam-se Ibrahim Ferrer, Compay Segundo, Omara Portuondo, Eliades Ochoa, Faustino Oramas e Rubén González. Foi realizado, então, o disco Buena Vista Social Club, cujo título é uma referência a uma antiga casa de shows cubana que havia deixado de existir por volta dos anos 50.
O documentário mostra, a partir do retorno de Ry Cooder a Havana em 1998, as histórias de vida dos músicos cubanos envolvidos no projeto e como o sucesso do disco Buena Vista Social Club, premiado com um Grammy, e refletida nas apresentações dos artistas em Amsterdã e no Carnegie Hall, em Nova Iorque, transformando a vida dessas pessoas.

## Elenco
- Ibrahim Ferrer
- Juan de Marcos González
- Rubén González
- Compay Segundo
- Ry Cooder
- Joachim Cooder
- Manuel "Puntillita" Licea
- Orlando "Cachaito" López
- Manuel "Guajiro" Mirabal
- Eliades Ochoa
- Omara Portuondo
- Barbarito Torres
- Amadito "Tito" Valdés
- Pio Leyva

## Principais prêmios e indicações
Oscar 2000 (EUA)
- Indicado na categoria de melhor documentário.

BAFTA 2000 (Reino Unido)
- Recebeu o Prêmio Anthony Asquith por melhor música.
- Indicado nas categorias de melhor filme não em inglês e melhor som.

Grande Prêmio Cinema Brasil 2001 (Brasil)
- Venceu na categoria de melhor filme estrangeiro.

Satellite Awards 2000
- Venceu na categoria de melhor filme documentário.
- Indicado nas categorias de melhor edição e melhor som.

NYFCC Award 1999 (New York Film Critics Circle Awards, EUA)
- Venceu na categoria de filme de não-ficção.